# Best Sellers
Best Sellers ist eine Tragikomödie von Lina Roessler, die Anfang März 2021 im Rahmen des Europäischen Filmmarktes der Internationalen Filmfestspiele Berlin erstmals gezeigt wurde und am 17. September 2021 in die kanadischen Kinos kam.

## Handlung
Harris Shaw ist ein pensionierter und miesepetriger Schriftsteller. Er begibt sich auf eine letzte Buchtour, um der jungen Verlegerin Lucy Stanbridge zu helfen, den Verlag ihres Vaters zu retten.

## Produktion
Regie führte Lina Roessler. Es handelt sich um ihr Regiedebüt bei einem Spielfilm.
Der Oscar-Preisträger Michael Caine spielt Harris Shaw, Aubrey Plaza übernahm die Rolle von Lucy Stanbridge.
Die Filmmusik komponierte Paul Leonard-Morgan. Das Soundtrack-Album mit 23 Musikstücken wurde Ende Dezember 2021 von Rage Music als Download veröffentlicht.
Der Film wurde Anfang März 2021 im Rahmen des Europäischen Filmmarktes der Internationalen Filmfestspiele Berlin erstmals gezeigt. Die Weltpremiere mit Publikumsbeteiligung erfolgte am 21. August 2021 beim Filmfestival Karlovy Vary. Am 17. September 2021 kam der Film in ausgewählte US-Kinos und startete auch in Kanada.

## Rezeption
Die Kritiken fielen bislang gemischt aus.